# Gipka
Gipka este o arie protejată (arie specială de conservare — SAC, sit de importanță comunitară — SCI, arie de protecție specială avifaunistică — SPA) din Letonia întinsă pe o suprafață de 161,28 ha, integral pe uscat.

## Localizare
Centrul sitului Gipka este situat la coordonatele 57°33′17″N 22°40′49″E / 57.5546°N 22.6804°E.

## Înființare
Situl Gipka a fost declarat arie de protecție specială avifaunistică în decembrie 2002 pentru a proteja 2 specii de plante și 2 specii de animale. Alte tipuri de protecție:
- sit de importanță comunitară (în mai 2004)
- arie specială de conservare (în mai 2004)[1][3][4]

## Biodiversitate
Situată în ecoregiunea boreală, aria protejată conține 12 habitate naturale: Vegetație anuală la limita mareei, Litoraluri nisipoase din Baltica boreală cu vegetație perenă, Dune mobile cu vegetație embrionară, Dune mobile de-a lungul țărmului cu Ammophila arenaria („dune albe”), Dune de coastă fixe cu vegetație erbacee („dune gri”), Dune fixe decalcificate cu Empetrum nigrum, Dune împădurite din regiunile atlantică, continentală și boreală, Depresiuni intradunale umede, Turbării active, Mlaștini turboase de tranziție și turbării mișcătoare, Taiga vestică, Mlaștini împădurite.
La baza desemnării sitului se află mai multe specii protejate:
- plante (2): Dianthus arenarius subsp. arenarius, Linaria loeselii
- păsări (2): caprimulg (Caprimulgus europaeus), ciocănitoare neagră (Dryocopus martius)

Pe lângă speciile protejate, pe teritoriul sitului au mai fost identificate 5 specii de plante, 1 specie de amfibieni, 2 specii de nevertebrate.